# Jimmy Floyd Hasselbaink
Jerrel 'Jimmy' Floyd Hasselbaink (Paramaribo, 27 maart 1972) is een Nederlandse voetbalcoach en voormalig profvoetballer die bij voorkeur als spits speelde. Hij werd tweemaal topscorer van de Premier League. Hasselbaink speelde 23 duels voor het Nederlands elftal, waarin hij negen keer scoorde.

## Carrière

### Nederland
Hasselbaink begon zijn carrière bij eerstedivisionist Telstar in het seizoen 1990/91, en speelde dat seizoen 4 wedstrijden. In datzelfde seizoen vertrok hij naar AZ, en eindigde daarmee op de vierde plek van de Eerste Divisie. Bij deze club zou hij tot 1993 spelen, maar wist er niet door te breken. Hij speelde 46 wedstrijden waarin hij vijf keer scoorde. Na zijn vertrek bij AZ wist hij geen nieuwe profclub te vinden, zodat hij in het amateurvoetbal terechtkwam. In deze periode speelde hij bij Neerlandia/SLTOVV.

### Portugal
In het seizoen 1995/96 vertrok hij naar het Portugese Campomaiorense. Hier kreeg Hasselbaink de bijnaam Jimmy Floyd, onder deze naam staat hij sindsdien bekend. Bij deze club scoorde hij 12 maal in 31 optredens, Campomaiorense degradeerde echter uit de hoogste divisie. Hasselbaink werd overgenomen door Boavista FC. In de SuperLiga scoorde hij 20 doelpunten in 29 duels, en veroverde Boavista ten koste van Benfica de Taça de Portugal. Zijn doelpuntenproductie in Portugal viel op, in juni 1997 haalde Leeds United hem voor een transfersom van 2 miljoen pond naar de Premier League.

### Leeds United
In zijn eerste seizoen bij Leeds scoorde Hasselbaink 16 goals in de Engelse competitie, en maakte daarnaast nog vier doelpunten in de FA Cup en drie in de League Cup. In zijn tweede seizoen werd hij met 18 doelpunten topscorer van Engeland, hij deelde deze titel met Michael Owen en Dwight Yorke. Met zijn treffers had hij aandeel in het bereiken van de vierde plaats in de Premier League. Verder maakte hij in het seizoen 98/99 zijn Europese debuut in het UEFA Cup-toernooi. Hij vertrok in 1999 naar Atlético Madrid, na een onenigheid met Leeds United over contractverlenging. Met deze overstap was 40 miljoen gulden (omgerekend achttien miljoen euro) gemoeid, waarmee Hasselbaink destijds de duurste Nederlandse voetballer aller tijden was.

### Atlético Madrid
In zijn debuutseizoen in de Primera División scoorde Hasselbaink 29 doelpunten, waarmee hij vicetopscorer van Spanje werd. In de Copa del Rey vond hij tweemaal het net, in de UEFA Cup maakte hij zes treffers in vijf optredens. Met een totaal van 32 doelpunten in 41 wedstrijden was 1999/2000 het meest productieve seizoen uit zijn loopbaan. Ondanks zijn productiviteit degradeerde Atlético na op de 19e plaats geëindigd te zijn.

### Terugkeer naar Engeland
Chelsea haalde Hasselbaink voor 24 miljoen euro terug naar Engeland, destijds een recordtransfer voor de Londense club. In zijn eerste seizoen werd hij voor de tweede maal topscorer van de Premier League met 23 goals. Dit aantal wist Hasselbaink in zijn tweede seizoen bij Chelsea te evenaren, en scoorde daarnaast zes doelpunten in de bekercompetities. Chelsea reikte tot de finale van de FA Cup, maar verloor deze met 2-0 van Arsenal. In de daaropvolgende twee seizoenen kon Hasselbaink zijn eerdere doelgemiddelden niet vasthouden. In 2002/2003 maakte hij 11 doelpunten in 27 competitiewedstrijden. In 2003/2004 maakte hij in alle competities samen 17 goals, waarmee hij ondanks concurrentie van spitsen als Hernán Crespo, Adrian Mutu en Eiður Guðjohnsen clubtopscorer werd. Tevens debuteerde hij dit seizoen in de Champions League. Hasselbaink maakte twee treffers, waarvan één in de kwalificatieronde. Chelsea reikte tot de halve finale. Na vier seizoenen in dienst van Chelsea vertrok Hasselbaink, met 87 doelpunten in de 177 officiële duels die hij gespeeld had. Chelsea liet Hasselbaink transfervrij vertrekken, ondanks een nog doorlopend contract.
Hasselbaink tekende bij Middlesbrough FC, waar hij in zijn eerste seizoen met dertien doelpunten in de competitie clubtopscorer werd. In zijn tweede seizoen scoorde hij tien doelpunten in 22 wedstrijden. Een van zijn doelpunten maakte hij in een 4-1-overwinning tegen Manchester United, waarbij Hasselbaink aanvoerder was. Verder bereikte hij met Middlesbrough de finale van de UEFA Cup, die verloren werd van Sevilla. Hasselbaink weigerde vervolgens als enige speler de zilveren medaille om zijn nek te laten hangen. Aan het eind van 2005/2006 kreeg hij te horen dat zijn contract niet werd verlengd. Zijn weekloon van 40.000 pond zou het grootste struikelblok zijn, onder andere een transfer naar Celtic zou hierdoor geen doorgang hebben gevonden.
In juli 2006 tekende Hasselbaink voor Charlton Athletic. Zijn eerste treffer voor de club maakte hij tegen zijn oude club Chelsea, die hij eerder dat jaar had beschuldigd van het betalen van illegale bonussen. Op 13 januari 2007 scoorde hij tegen een andere voormalige club, Middlesbrough. Verdere doelpunten maakte Hasselbaink dat seizoen niet in de competitie, hij eindigde op een totaal van 25 wedstrijden en 2 goals. Hiermee beëindigde hij een lange productieve reeks: sinds 1995 had hij ieder seizoen minstens tien doelpunten gemaakt. Charlton Atletic degradeerde uit de hoogste Engelse voetbaldivisie, de club verlengde Hasselbainks contract niet.
In de zomer van 2007 contracteerde Championship-club Cardiff City de Nederlandse spits, nadat hij eerder dicht bij een transfer naar Leicester City was. In de tweede Engelse competitie speelde Hasselbaink 36 wedstrijden, en maakte daarin zeven doelpunten. Met Cardiff City stond hij op 17 mei 2008 in de finale van de strijd om de FA Cup. Daarin verloor de ploeg van trainer-coach Dave Jones met 1-0 van Portsmouth door een goal in de 37ste minuut van de Nigeriaanse aanvaller Nwankwo Kanu. Middels een clausule zou zijn contract automatisch verlengd worden indien hij meer dan 23 wedstrijden speelde, met 44 optredens voldeed hij aan deze eis. Cardiff City wilde echter niet verder met de aanvaller, en claimde dat Hasselbaink in een mondelinge overeenkomst had afgezien van de clausule. Hasselbaink gaf aan indien nodig gerechtelijke stappen te zullen ondernemen tegen Cardiff. Op 15 september 2008 maakte hij bekend een punt achter zijn loopbaan te zetten.

### Nederlands elftal
Op 27 mei 1998 maakte Hasselbaink zijn debuut in het Nederlands elftal in de vriendschappelijke wedstrijd tegen Kameroen (0-0). In de daaropvolgende twee oefenwedstrijden, voorafgaand aan het WK 1998, scoorde Hasselbaink. Op het wereldkampioenschap in Frankrijk speelde hij twee groepswedstrijden, Oranje reikte uiteindelijk tot de halve finale.
Ondanks zijn productiviteit bij respectievelijk Leeds United en Atlético Madrid kwam Hasselbaink nauwelijks voor in de plannen van bondscoach Frank Rijkaard. Ook de aanwezigheid van spelers als Dennis Bergkamp, Ruud van Nistelrooij, Patrick Kluivert, Roy Makaay en Pierre van Hooijdonk speelde hierbij een rol. Hasselbaink deed aan drie oefenwedstrijden mee, en maakte geen deel uit van de selectie die op het EK in Nederland en België speelde.
Na het EK 2000 maakte Louis van Gaal meer gebruik van de spits. In het eerste duel onder leiding van Van Gaal scoorde Hasselbaink tegen Spanje, maar ontving de spits in dezelfde wedstrijd ook een rode kaart na een gevecht met centrale verdediger Fernando Hierro. In de veelvuldig roulerende aanvalslinie van Oranje speelde Hasselbaink in 2001 acht interlands. Hij scoorde in de eerste drie kwalificatiewedstrijden, waaronder de openingstreffer tegen Portugal uit een strafschop. Het Nederlands Elftal wist zich uiteindelijk niet te kwalificeren voor het WK 2002.
Dick Advocaat maakte zesmaal gebruik van Hasselbaink, meestal als invaller. Zijn laatste optreden in Oranje was een oefenwedstrijd tegen Duitsland, waarin hij de tweede treffer voor zijn rekening nam. Na 2002 werd geen gebruik meer gemaakt van de spits van Chelsea, ook maakte hij geen deel uit van de selectie op het EK 2004. Hasselbaink speelde in totaal 23 interlands, waarin hij negen doelpunten produceerde. Elf keer begon hij in de basis.
| Interlands van Jimmy Floyd Hasselbaink voor Nederland | Interlands van Jimmy Floyd Hasselbaink voor Nederland | Interlands van Jimmy Floyd Hasselbaink voor Nederland | Interlands van Jimmy Floyd Hasselbaink voor Nederland | Interlands van Jimmy Floyd Hasselbaink voor Nederland | Interlands van Jimmy Floyd Hasselbaink voor Nederland | Interlands van Jimmy Floyd Hasselbaink voor Nederland |  |
| №                                                     | Datum                                                 | Plaats                                                | Wedstrijd                                             | Uitslag                                               | Competitie                                            | Goals                                                 |  |
| Als speler van Leeds United                           | Als speler van Leeds United                           | Als speler van Leeds United                           | Als speler van Leeds United                           | Als speler van Leeds United                           | Als speler van Leeds United                           | Als speler van Leeds United                           |  |
| ----------------------------------------------------- | ----------------------------------------------------- | ----------------------------------------------------- | ----------------------------------------------------- | ----------------------------------------------------- | ----------------------------------------------------- | ----------------------------------------------------- |  |
| 1.                                                    | 27.05.1998                                            | Arnhem                                                | Nederland – Kameroen                                  | 0 – 0                                                 | Vriendschappelijk                                     |                                                       |  |
| 2.                                                    | 01.06.1998                                            | Eindhoven                                             | Nederland – Paraguay                                  | 5 – 1                                                 | Vriendschappelijk                                     | Goal                                                  |  |
| 3.                                                    | 05.06.1998                                            | Amsterdam                                             | Nederland – Nigeria                                   | 5 – 1                                                 | Vriendschappelijk                                     | Goal                                                  |  |
| 4.                                                    | 13.06.1998                                            | Saint-Denis                                           | België – Nederland                                    | 0 – 0                                                 | WK-eindronde                                          |                                                       |  |
| 5.                                                    | 25.06.1998                                            | Saint-Étienne                                         | Mexico – Nederland                                    | 2 – 2                                                 | WK-eindronde                                          |                                                       |  |
| Als speler van Atlético Madrid                        |                                                       |                                                       |                                                       |                                                       |                                                       |                                                       |  |
| 6.                                                    | 18.08.1999                                            | Kopenhagen                                            | Denemarken – Nederland                                | 0 – 0                                                 | Vriendschappelijk                                     |                                                       |  |
| 7.                                                    | 23.02.2000                                            | Amsterdam                                             | Nederland – Duitsland                                 | 2 – 1                                                 | Vriendschappelijk                                     |                                                       |  |
| 8.                                                    | 26.04.2000                                            | Arnhem                                                | Nederland – Schotland                                 | 0 – 0                                                 | Vriendschappelijk                                     |                                                       |  |
| Als speler van Chelsea                                |                                                       |                                                       |                                                       |                                                       |                                                       |                                                       |  |
| 9.                                                    | 15.11.2000                                            | Sevilla                                               | Spanje – Nederland                                    | 1 – 2                                                 | Vriendschappelijk                                     | Goal                                                  |  |
| 10.                                                   | 24.03.2001                                            | Barcelona                                             | Andorra – Nederland                                   | 0 – 5                                                 | WK-kwalificatie                                       | Goal                                                  |  |
| 11.                                                   | 28.03.2001                                            | Porto                                                 | Portugal – Nederland                                  | 2 – 2                                                 | WK-kwalificatie                                       | Goal                                                  |  |
| 12.                                                   | 25.04.2001                                            | Eindhoven                                             | Nederland – Cyprus                                    | 4 – 0                                                 | WK-kwalificatie                                       | Goal                                                  |  |
| 13.                                                   | 02.06.2001                                            | Tallinn                                               | Estland – Nederland                                   | 2 – 4                                                 | WK-kwalificatie                                       |                                                       |  |
| 14.                                                   | 15.08.2001                                            | Londen                                                | Engeland – Nederland                                  | 0 – 2                                                 | Vriendschappelijk                                     |                                                       |  |
| 15.                                                   | 01.09.2001                                            | Dublin                                                | Ierland – Nederland                                   | 1 – 0                                                 | WK-kwalificatie                                       |                                                       |  |
| 16.                                                   | 05.09.2001                                            | Eindhoven                                             | Nederland – Estland                                   | 5 – 0                                                 | WK-kwalificatie                                       |                                                       |  |
| 17.                                                   | 10.11.2001                                            | Kopenhagen                                            | Denemarken – Nederland                                | 1 – 1                                                 | Vriendschappelijk                                     | Goal                                                  |  |
| 18.                                                   | 13.02.2002                                            | Amsterdam                                             | Nederland – Engeland                                  | 1 – 1                                                 | Vriendschappelijk                                     |                                                       |  |
| 19.                                                   | 27.03.2002                                            | Rotterdam                                             | Nederland – Spanje                                    | 1 – 0                                                 | Vriendschappelijk                                     |                                                       |  |
| 20.                                                   | 21.08.2002                                            | Oslo                                                  | Noorwegen – Nederland                                 | 0 – 1                                                 | Vriendschappelijk                                     |                                                       |  |
| 21.                                                   | 07.09.2002                                            | Eindhoven                                             | Nederland – Wit-Rusland                               | 3 – 0                                                 | EK-kwalificatie                                       | Goal                                                  |  |
| 22.                                                   | 16.10.2002                                            | Wenen                                                 | Oostenrijk – Nederland                                | 0 – 3                                                 | EK-kwalificatie                                       |                                                       |  |
| 23.                                                   | 20.11.2002                                            | Gelsenkirchen                                         | Duitsland – Nederland                                 | 1 – 3                                                 | Vriendschappelijk                                     | Goal                                                  |  |

### Trainerscarrière
Hasselbaink ging in het seizoen 2011/2012 aan de slag als trainer bij het eerste elftal van Nottingham Forest, waar hij samenwerkte met zijn oud-trainer Steve McClaren. Die moest daar in oktober 2011 opstappen. Op 29 mei 2013 werd bekend dat Hasselbaink hoofdcoach werd bij Antwerp FC, waar hij voor één jaar tekende. Hij moest de club klaarstomen voor een rentree op het hoogste niveau in België. In mei 2014 werd hij daar ontslagen. Hasselbaink werd in november 2014 aangesteld als trainer van Burton Albion, op dat moment spelend in de League Two. Hij promoveerde dat seizoen met de club naar de League One. Twee weken na het veiligstellen van promotie werd hij ook kampioen met Burton Albion, met vijf punten voorsprong op nummer twee Shrewsbury Town. In december 2015 werd hij aangesteld bij Queens Park Rangers, op dat moment actief in de Football League Championship. De voormalige spits hield het minder dan een jaar vol bij de club uit Londen. De clubleiding ontsloeg hem op 5 november 2016, enkele uren na het 1-1 gelijkspel tegen Nottingham Forest. Onder leiding van Hasselbaink won QPR slechts veertien van de 47 wedstrijden, vijftien keer werd verloren. De oud-aanvaller was twee maanden eerder in opspraak geraakt, toen zijn naam opdook in de reeks onthullingen van het dagblad The Telegraph over corruptie in het Engelse voetbal. Het schandaal kostte onder anderen bondscoach Sam Allardyce zijn baan. Hasselbaink zou met undercoverjournalisten hebben onderhandeld over een bonus van omgerekend 64.000 euro om te bemiddelen bij transfers van spelers naar Queens Park Rangers. De journalisten filmden dat gesprek met een verborgen camera. Hasselbaink ontkende dat hij smeergeld had willen aannemen en zei dat hij alleen geld zou krijgen om een toespraak te houden in Singapore. Na intern onderzoek sprak de clubleiding toen nog wel het vertrouwen in hem uit Hasselbaink werd opgevolgd door Ian Holloway, die QPR in het seizoen 2016/17 uiteindelijk naar de achttiende plaats op de ranglijst dirigeerde. Op 21 augustus 2018 werd bekend dat Hasselbaink in dienst treedt als technisch directeur bij het Turkse Büyükşehir Belediye Erzurumspor. In januari 2021 keerde hij terug als trainer van Burton Albion. Aan het einde van het seizoen 2021-2022 eindigde Burton Albion FC als 16e in EFL League One. In het seizoen hierna bleef hij aan als manager, maar na 7 wedstrijden en 1 punt nam hij op 5 september 2022 ontslag. 
In maart 2023 werd Hasselbaink aangesteld als coach bij het Engels voetbalelftal. Hier werd hij herenigd met Gareth Southgate, zijn vroegere teamgenoot van Middlesbrough FC.

## Clubstatistieken
| Seizoen | Club              | Nationale competitie | Nationale competitie | Nationale beker | Nationale beker | Europese wedstrijden | Europese wedstrijden | Nederlands elftal | Nederlands elftal |
|         |                   | Wed.                 | Goals                | Wed.            | Goals           | Wed.                 | Goals                | Wed.              | Goals             |
| 1990/91 | Telstar           | 4                    | 0                    | 1               | 1               | -                    | -                    | -                 | -                 |
| 1990/91 | AZ Alkmaar        | 11                   | 2                    |                 | 0               | -                    | -                    | -                 | -                 |
| 1991/92 | AZ Alkmaar        | 26                   | 2                    |                 | 0               | -                    | -                    | -                 | -                 |
| 1992/93 | AZ Alkmaar        | 9                    | 1                    |                 | 0               | -                    | -                    | -                 | -                 |
| 1995/96 | Campomaiorense    | 31                   | 12                   |                 |                 | -                    | -                    | -                 | -                 |
| 1996/97 | Boavista FC       | 29                   | 20                   | 0               | 0               | -                    | -                    | -                 | -                 |
| 1997/98 | Leeds United      | 33                   | 16                   | 7               | 7               | -                    | -                    | 5                 | 2                 |
| 1998/99 | Leeds United      | 36                   | 18                   | 7               | 1               | 4                    | 1                    | 1                 | 0                 |
| 1999/00 | Atlético Madrid   | 34                   | 24                   | 2               | 2               | 5                    | 6                    | 2                 | 0                 |
| 2000/01 | Chelsea FC        | 35                   | 23                   | 3               | 2               | 2                    | 0                    | 6                 | 4                 |
| 2001/02 | Chelsea FC        | 35                   | 23                   | 11              | 6               | 2                    | 0                    | 6                 | 1                 |
| 2002/03 | Chelsea FC        | 36                   | 11                   | 6               | 3               | 2                    | 1                    | 3                 | 2                 |
| 2003/04 | Chelsea FC        | 30                   | 12                   | 6               | 3               | 8                    | 2                    | -                 | -                 |
| 2004/05 | Middlesbrough     | 36                   | 13                   | 2               | 0               | 7                    | 3                    | -                 | -                 |
| 2005/06 | Middlesbrough     | 22                   | 10                   | 9               | 4               | 13                   | 4                    | -                 | -                 |
| 2006/07 | Charlton Athletic | 25                   | 2                    | 4               | 2               | -                    | -                    | -                 | -                 |
| 2007/08 | Cardiff City      | 36                   | 7                    | 8               | 2               | -                    | -                    | -                 | -                 |
| Totaal  | Totaal            | 468                  | 196                  | 65+             | 32+             | 43                   | 17                   | 23                | 9                 |

- Zowel de statistieken van de FA Cup (39 wedstrijden, 16 doelpunten) als de League Cup (24 wedstrijden, 14 doelpunten) zijn opgenomen als nationale bekerwedstrijden.
- De Europese wedstrijden van Hasselbaink zijn als volgt verdeeld: UEFA Cup (35 wedstrijden, 15 doelpunten), Champions League (7 wedstrijden, 1 doelpunt) en Champions League-kwalificatie (1 wedstrijd, 1 doelpunt).

## Erelijst
Als speler
 Boavista
- Taça de Portugal: 1996/97

 Chelsea
- FA Charity Shield: 2000

Individueel als speler
- Topscorer Copa del Rey : 1999/00 (gedeeld)
- Premier League Golden Boot: 1998/99 (gedeeld), 2000/01

Als trainer
 Burton Albion
- Football League Two: 2014/15

## Trivia
- Hasselbaink is een van de elf voetballers die nooit in de Eredivisie uitkwamen, maar wél in het Nederlands elftal speelden. De anderen zijn Jordi Cruijff, Rob Reekers, Willi Lippens, Wim Hofkens, Nathan Aké, Timothy Fosu-Mensah, Mark Flekken, Micky van de Ven, Jeremie Frimpong en Joshua Zirkzee.
- Hasselbaink had een turbulente jeugd waarin hij bij criminele activiteiten betrokken was en enige tijd in de gevangenis zat[5].
- Jerrel Hasselbaink is de jongere broer van Carlos Hasselbaink[6] en de oom van Nigel Hasselbaink, die beiden ook voetballen.